# Барнстапл
Барнстапл (англ. Barnstaple) — бывший речной порт, крупный город, община и столица неметропольного района Норт-Девон графства Девон, что в Юго-Западной Англии. Барнстапл располагается на берегах эстуария реки То. Население общины Барнстапла — 23 710 человек, но население городской местности, которая включает в себя Стиклпат, Раундсвел и Бикингтон — 30 916 чел. Смежные территории, такие как Бишопс Тотон, Фремингтон, Лендкей и другие пригородные поселения, образуют район внутри района, известный под названием «Барнстаплская городская зона», с населением 53 514 чел.
Город служит главным обслуживающим и административным центром для Совета Норт-Девона.
С 1974 года общиной Барнстапл управляет городской совет.